# Bryopolia asiatica
Bryopolia asiatica là một loài bướm đêm trong họ Noctuidae.